# Elijah Masinde
Elijah Masinde (* um 1911 in der Region um Bungoma in Westkenia; † 1987 in Bungoma) war Gründer und Führer der politisch-religiösen Gruppe Dini ya Msambwa in den 1930er und 1940er Jahren in Westkenia und zugleich prominenter Kämpfer gegen die britische Kolonialherrschaft in Kenia.

## Leben und Wirken
Elijah Masinde wurde als Sohn einer angesehenen Familie geboren, die den Bukusu, einer Untergruppe der ethnischen Gruppe der Luhya in Westkenia, angehörte. Als Jugendlicher besuchte er mehrere Missionsschulen und ließ sich taufen. Zudem war er ein talentierter Fußballspieler und gehörte mehreren Teams an. Zu Beginn der 1930er Jahre spielte er unter anderem in der Kenia-Auswahl für den Gossage Cup, einem Turnier, das zwischen den britischen Kolonien Ostafrikas ausgetragen wurde.

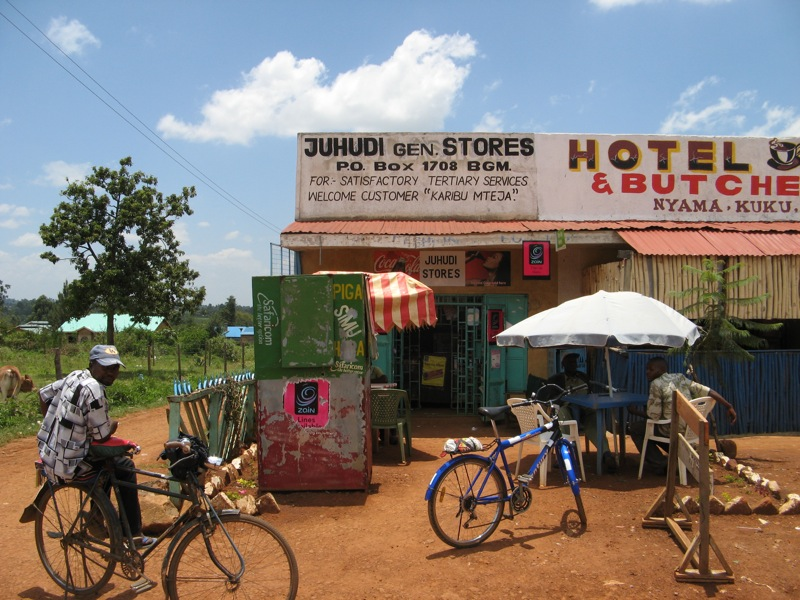
Bungoma, Zentrum der Region, in der Elijah Masinde aktiv war

Mitte der 1930er Jahre hatte Masinde eine Vision. Gott, so verkündete er in Predigten, sei ihm im Traum erschienen und habe ihm aufgetragen, eine neue Religion zu gründen. Diese Religion sollte sich an den Inhalten und Formen der tradierten religiösen Vorstellungen der Luhya orientierten. Dazu gehörten bestimmte Rituale, kosmologische Vorstellungen und soziale Lebensformen wie die Polygynie ebenso wie die Ablehnung aller Europäer und aller europäischen Einflüsse. Die neue Religion, Dini ya Msambwa genannt, gewann rasch viele Anhänger in der Region. Masinde und seine Glaubensbrüder reisten durch die Orte und predigten auf den Marktplätzen, riefen zum Widerstand gegen Verordnungen und Gesetze der Kolonialverwaltung auf, weigerten sich, Steuern zu zahlen und verkündeten die göttliche Prophezeiung, alle Europäer würden in Kürze das Land verlassen.
Ab 1943 waren immer wieder Mitglieder der Gruppe in Provokationen und Konflikte mit Vertretern der Kolonialverwaltung verwickelt, des Öfteren wurden Häuser von Europäern angezündet. Elijah Masinde, der durch seine flammenden Predigten besonders präsent war und der Beteiligung verdächtigt wurde, wurde 1945 verhaftet und als „religiös Besessener“ in die Nervenheilanstalt von Nairobi überführt. 1947 wurde Masinde als unauffällig entlassen und die antikolonialen Aktivitäten der Gruppe nahmen rapide zu. Ein Jahr später wurde die Dini ya Msambwa verboten, ihre führenden Mitglieder inhaftiert. Elijah Masinde wurde auf die Insel Lamu im Indischen Ozean verbannt.
Die Aktivitäten der Gruppe nahmen langsam ab. Ihre Mitglieder kamen nicht nur aus dem Heimatgebiet Masindes, sondern zunehmend auch aus anderen ethnischen Gruppen, eine besonders starke Anhängerschaft fand die Gruppe unter den Pokot in Nordwestkenia. In der Kolonialverwaltung galt die Niederschlagung und – auch geheimdienstliche – Überwachung der Dini ya Msambwa als wichtigste Aufgabe für die innere Sicherheit. Als zu Beginn der 1950er Jahre Aktivitäten der Mau-Mau-Bewegung in Zentralkenia zunahmen, vermutete man eine Verbindung zur Dini ya Msambwa, die aber vermutlich nur lose existiert hat.
Elijah Masinde wurde 1962 kurz vor der Erlangung der kenianischen Unabhängigkeit (1963) in die Freiheit entlassen. Die Gruppe Dini ya Msambwa geriet nach der Unabhängigkeit in eine immer stärker werdende Isolation, ihre religiösen Regeln galten unter vielen christlichen Bukusu als rückständig, heidnisch und primitiv. Unter der Präsidentschaft Jomo Kenyattas wurde Masinde wegen religiöser Agitation und politischer Opposition gegen die Dominanz der Kikuyu in der Regierung erneut inhaftiert und blieb 15 Jahre im Gefängnis.

## Gegenwärtige Beurteilung Masindes in Kenia
Elijah Masinde gilt heute in Kenia als Held der Unabhängigkeitsbewegung, dem in Schulbüchern ebenso wie in der Kinderliteratur immer wieder große Bedeutung zugemessen wird. Die kenianische Geschichtsschreibung hat sein Wirken als Kämpfer gegen die koloniale Herrschaft verschiedentlich gewürdigt.
Die Dini ya Msambwa ist im derzeitigen Kenia als eigene Religion offiziell anerkannt, hat jedoch nur noch wenige Mitglieder und kaum noch politischen Charakter.

## Sozialhistorischer Hintergrund
Religiös-politische Gruppen wie die Dini ya Msambwa gab es während der Kolonialzeit in Kenia in großer Zahl, oft waren sie klein und kurzlebig, selten wurde ihnen von der Kolonialverwaltung vergleichbare Aufmerksamkeit gewidmet. Auch nach der Unabhängigkeit bildeten sich eine Reihe von selbstständigen religiösen Gruppen, die europäische Einflüsse ablehnten, sich auf tradierte Religion und Kultur beriefen und auf die politischen Verhältnisse Einfluss zu nehmen versuchten, wie etwa die Mungiki.
Ähnliche Bewegungen gab es nicht nur in vielen anderen afrikanischen Ländern, wie etwa die Lumpa-Bewegung von Alice Lenshina in Sambia. Auch unter den Ureinwohner Südamerikas und in Nordamerikas traten sie im Zuge der Kolonialisierung und Eroberung in zahlreichen Formen auf, so beispielsweise Ende des 19. Jahrhunderts die Geistertanzbewegung unter den Plain-Indianern in den USA.
Die wissenschaftliche Forschung sah in ihnen lange einen Ausdruck außereuropäischer Gesellschaften, sich den aus europäischer Sicht als Fortschritt verstandenen Veränderungen zu verweigern. Tatsächlich jedoch integrierten diese Gruppen die Veränderungen in ihr Selbstverständnis und bezogen das Christentum in ihre Kosmologie ein. Daher wurden für sie oft Begriffe wie synkretistisch oder Sekte verwandt.
Gegenwärtig vermeidet man solche Begriffe eher, da sie eine Gegensätzlichkeit von Christentum und außereuropäischen Religionen implizieren und davon ausgehen, das Christentum sei eine Religion, die aus keiner Verschmelzung hervorgegangen wäre und keinen Veränderungen unterlegen hätte. Vielmehr werden diese Gruppen als Strategie sozial und politisch marginalisierter Gesellschaftsschichten verstanden, um Partizipation an der politischen Macht und Einfluss auf soziale Transformationen zu erkämpfen, von der sie die Gesellschaft ausschließt.